# Karl-Heinz Banse

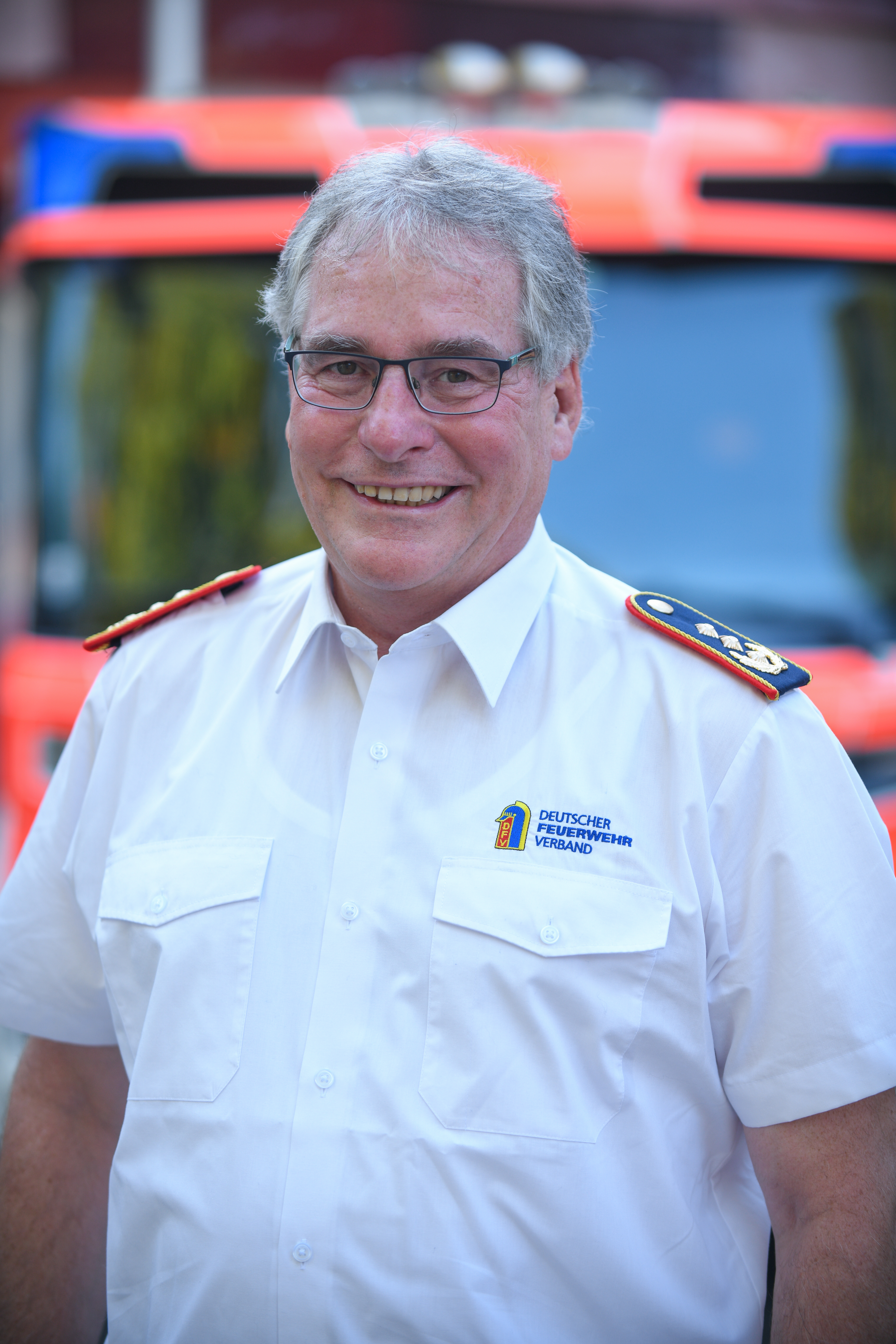
Karl-Heinz Banse (2023)

Karl-Heinz Banse (* 10. April 1962) ist ein deutscher Feuerwehrmann. Seit dem 27. Februar 2021 ist er Präsident des Deutschen Feuerwehrverbandes (DFV) und zusätzlich seit dem 22. Mai 2025 Gründungspräsident des Verbandes der Feuerwehren der Europäischen Union.

## Ausbildung und Beruf
Nach Abschluss der Höheren Handelsschule, war Banse von 1979 bis 2016 Verwaltungsangestellter mit II. Angestelltenlehrgang bei der Stadt Bad Lauterberg im Harz. 2016 wechselte er als Koordinierender Brandschutzbeauftragter aller Landesaufnahmebehördenstandorte in Niedersachsen (LAB NI).

## Werdegang
Banse wurde im Jahr 1973 Mitglied der Jugendfeuerwehr Bad Lauterberg im Harz und wechselte 1979 in die Einsatzabteilung der Freiwilligen Feuerwehr. Von 1989 bis 1995 war er stellvertretender Ortsbrandmeister und von 1995 bis 2003 Ortsbrandmeister. Von 2002 bis 2003 war er stellvertretender Kreisbrandmeister des Landkreises Osterode am Harz und von 2003 bis 2004 stellvertretender Bezirksbrandmeister, mit eigenem Aufsichtsbereich, bei der Bezirksregierung Braunschweig. In den Jahren 2004 bis 2021 war Banse Regierungsbrandmeister in der Polizeidirektion Göttingen. Von 2009 gehörte er dem Vorstand an und war 2013 bis 2021 Präsident des Landesfeuerwehrverbandes Niedersachsen. Banse war von 2013 bis 2021 alternierender Vorstandsvorsitzender der Feuerwehr-Unfallkasse Niedersachsen.
Im Februar 2021 wurde er im Rahmen der 67. Delegiertenversammlung zum Präsidenten des Deutschen Feuerwehrverbandes gewählt.
Seit dem Jahr 2021 ist Banse Vorstandsvorsitzender der Stiftungen Hilfe für Helfer und Stiftung zur Förderung des Deutschen Feuerwehr-Museums. Außerdem ist er Vorsitzender des Vereins Deutsches Feuerwehr-Museum Fulda e. V..
Im November 2024 wurde Karl-Heinz Banse als Stiftungsratsmitglied der Deutschen Stiftung für Engagement und Ehrenamt ernannt. In dieser Funktion ist er der gemeinsame Vertreter der Hilfsorganisationen und der deutschen Feuerwehren in der Stiftung.

## Ehrungen
- 1978: Leistungsspange der Deutschen Jugendfeuerwehr
- 2001: Silbernes Ehrenzeichen Kreisfeuerwehrverband Osterode
- 2002: Niedersächsische Hochwasser-Medaille 2002
- 2003: Deutsches Feuerwehr-Ehrenkreuz in Silber
- 2008: THW-Helferzeichen in Gold mit Kranz
- 2012: Deutsches Feuerwehr-Ehrenkreuz in Gold
- 2013: Niedersächsische Hochwasser-Medaille 2013
- 2014: Niedersächsisches Ehrenzeichen für 40-jährige Dienste im Feuerlöschwesen
- 2016: Florianmedaille der Niedersächsischen Jugendfeuerwehr
- 2016: Ehrenzeichen des Braunschweigischen Feuerwehrverbandes
- 2017: Ehrennadel des DFV in Silber
- 2021: Ehrennadel des Thüringer Feuerwehr-Verbandes
- 2021: Ehrennadel in Gold des LFV Niedersachsen
- 2021: Ehrenmitglied des LFV Niedersachsen[5]
- 2021: Ehrennadel in Gold des LFV Mecklenburg-Vorpommern
- 2021: Ehrennadel in Gold der Feuerwehr-Unfallkasse Niedersachsen
- 2022: Médaille des sapeurs-pompiers fédéraux reconnue des Französischen Nationalfeuerwehrverbandes
- 2022: Feuerwehr-Ehrenkreuz in Gold des LFV Schleswig-Holstein
- 2022: Sonderstufe des Niedersächsischen Ehrenzeichens
- 2022: Verdienstzeichen des Österreichischen Bundesfeuerwehrverbandes I. Stufe
- 2023: Ehrennadel des DFV in Gold
- 2023: Stern (als Steckauszeichnung) des Staatlichen Dienstes der Ukraine für Notfallsituationen (DSNS)
- 2023: Niedersächsisches Ehrenzeichen für 50-jährige Dienste im Feuerlöschwesen
- 2023: Auszeichnung für internationale Zusammenarbeit der Nationalen Kroatischen Feuerwehr Gemeinschaft (Hrvatska Vatrogasna Zajednica)
- 2024: Ehrennadel in Gold des LFV Baden-Württemberg
- 2024: Goldmedaille des Kroatischen Parlaments für außerordentliche internationale Zusammenarbeit